# Canon EOS 90D

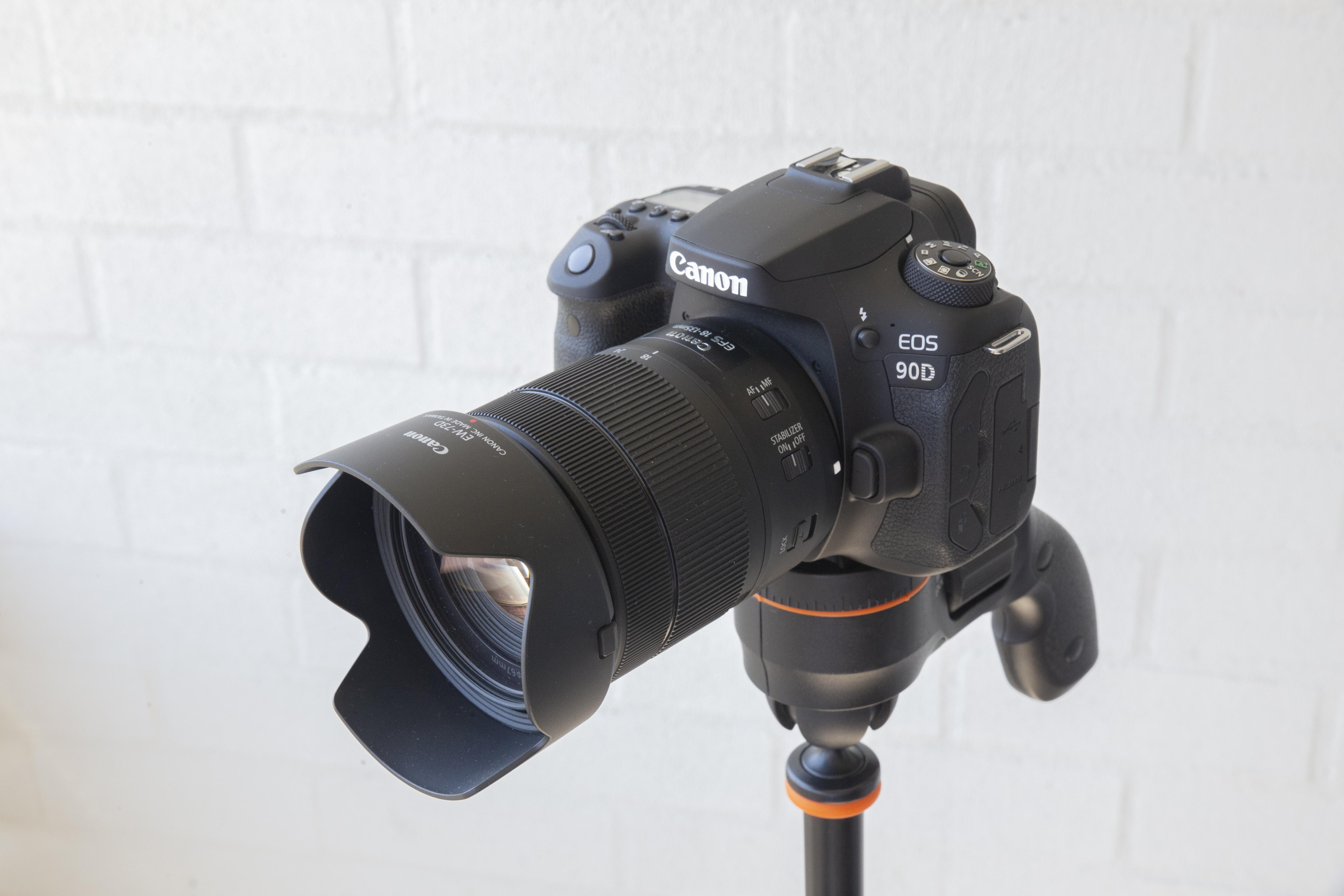
Canon EOS 90D con EF-S 18-135mm

La Canon EOS 90D es una cámara réflex digital que salió a la venta el septiembre del 2019. El modelo llegó para sustituir a su antecedente, la EOS 80D, que fue lanzada tres años antes.
Es una cámara que se lanzó al mercado para cualquier público, tanto para fotógrafos avanzados como para fotógrafos aficionados, puesto que es muy intuitiva de utilizar. Es una cámara de gamma mediana.
Es una cámara réflex llena de funciones que permite acercarte más al sujeto fotografiado, disparar más rápido y captar imágenes de 32,5 megapíxeles. Tiene un perfecto equilibrio de velocidad, calidad de imagen y portabilidad, y es muy útil para acercarse a la naturaleza y para capturar deportes de movimiento rápido.

## Características[1]
La EOS 90D ha sido diseñada con un sensor APS-C de 32,5 MP que proporciona a los objetivos el alcance de un teleobjetivo 1,6x que tendría una cámara de fotograma completa. Por lo tanto, es muy eficaz para captar momentos rápidos y de acción.
Sin necesidad de uso de un programa de edición, la EOS 90D permite recortar y modificar la medida de las imágenes de resolución completa, con los 32,5 MP y poder disfrutar de una calidad de imagen detallada, suficiente para hacer grandes impresiones. Esto es gracias al sensor CMOS APS-C de 32,5 MP puesto que funciona muy bien con el procesador de imagen DIGIC 8 personalizado, para ofrecer grandes colores y calidad de imagen, con una claridad, una tonalidad y colores abundantes además de reducir el ruido en condiciones de baja iluminación. La sensibilidad se puede ampliar hasta ISO 25600 por la captura sin trípode en condiciones de poca luz, mientras que el rango dinámico amplio permite capturar los detalles en zonas luminosas y con sombras oscuras.
Para poder capturar las imágenes rápidas con tanta buena calidad, la EOS 90D tiene una velocidad de hasta 10 fotogramas por segundo. Las altas sensibilidades (ISO) permiten congelar la acción con grandes velocidades de obturación rápida de hasta 1/8000 s. Para seguir la acción que se fotografía, disparar en serie es una buena opción puesto que el seguimiento del enfoque es muy preciso y la manipulación de la cámara es fácil. Esto nos permite seguir las acciones muy rápidas.
La EOS 90D dispone de un luminoso visor óptico con una cobertura de aproximadamente el 100 % que permite ver la acción mientras transcurre y facilita el seguimiento de los motivos que se mueven a gran velocidad.
También dispone de una pantalla personalizable e inteligente que muestra la información de la fotografía que se quiere disparar, hecho que es fundamental porque permite saber en todo momento lo que está pasando, incluso en las situaciones de más presión.
Consta de una pantalla LCD táctil de ángulo variable, que permite capturar la imagen de manera cómoda desde diferentes ángulos. Además, se puede enfocar y disparar solo apretando a la propia pantalla, lo cual facilita el trabajo de captura de una imagen, sobre todo si cuesta enfocar algún motivo.
El avanzado sistema de autoenfoque pemite hacer un seguimiento de los sujetos más rápidos y mantenerlos enfocados. Los 45 puntos AF tipo cruz funcionan con un sensor de exposición RGB+IR de 220.000 píxeles para conseguir una gran sensibilidad con poca iluminación, así como también un excelente reconocimiento del sujeto.
Es descrita como una cámara muy intuitiva. La distribución de los botones y el diseño es de fácil manipulación y práctico de usar. Los dedos pueden llegar con facilidad a todo el cuerpo de la cámara, cosa que permite disparar sin tener que dejar de mirar por el visor y utilizar solamente una mano en el proceso.
La cámara EOS 90D también consta de conexiones Bluetooth y Wi-Fi integradas. Por lo tanto, es una cámara compatible con dispositivos inteligentes a través de la aplicación Canon Camera Connect, para poder compartir imágenes fácilmente y de una manera muy rápida. Además, las conexiones permiten que a través de la misma aplicación podamos manipular la cámara, como si se tratara de un control remoto. Esto permite que podamos disponer de un disparador, sin necesidad de tocar la cámara.
Canon EOS 90D no es una cámara de fotografiar simple, ya que también permite hacer grabaciones. Se trata de una gran herramienta de grabación, puesto que permite grabar con resoluciones de hasta 4k y ofrece una velocidad de grabación de hasta 120p si se pone en modo Full HD. El sistema de enfoque Dual Pixel CMOS AF mantiene las imágenes nítidas y con un aspecto cinematográfico. Las conexiones del micrófono y de los auriculares permiten grabar un sonido de alta calidad.
En cuanto a los objetivos, es una cámara que consta de una montura de objetivos intercambiable, no de objetivo único. La montura de objetivo es EF/EF-S. La distancia focal es equivalente a 1,6x la longitud focal del objetivo. Consta además, de un estabilizador óptico de la imagen en los objetivos compatibles.
Finalmente, la cámara consta de un flash ya integrado en el cuerpo del aparato, que se activa mediante un botón. El sistema inteligente hace que la cámara avise cuando el flash se tenga que activar. A pesar de tener ya un flash activado, la EOS 90D permite conectar un flash externo.

## Especificaciones
| Especificaciones                                        | Canon EOS 90D |
| ------------------------------------------------------- | --- |
| Píxeles efectivos                                       | 32,5 MP con valores ISO de hasta 25600 |
| Procesamiento de imágenes                               | DIGIC 8 Optimitzador digital 'objetos Corrección de difracción |
| Velocidad de captura continuada (fps)                   | Hasta 10 fps con seguimiento AF/AE mediante visor óptico (OVF) 11 fps con visor en directo y AF fijo Compatibilidad con tarjetas UHS-II                                                               |
| Puntos AF a través del visor                            | 45 puntos tipo cruz 27 puntos f/8 compatibles |
| Botón de multicontrolador AF                            | Sí |
| AF puntual                                              | Sí |
| 0AF con detección de ojos                               | Sí (pero solo durante la visión en directo) |
| "Bracketing" de enfoque                                 | Sí |
| Sensor de mediación                                     | Sensor de mediación RGB+IR de aproximadamente 220.000 píxeles 216 zonas (18 x 12) |
| Videos / frecuencias de fotogramas                      | 4K (UHD) (3840 x 2160) 30/25 fps Full HD (1920 x 1080) 60/50, 30, 25 fps Video Full HD con alta velocidad de fotogramas: 120/100 fps Time-lapse en 4K Extracción de fotogramas 4K IS Digital de video |
| Disparo silencioso / obturador electrónico              | Obturador electrónico compatible con velocidad de hasta 1/16000 Foto a foto silencioso |
| Wi-Fi                                                   | Wi-Fi y Bluetooth Disparo remoto a través de la aplicación o un PC/Mac Transferencia automática a equipos PC/Mac y dispositivos iOS/Android                                                           |
| Peso del cuerpo (batería y tarjeta de memoria incluida) | 701 g |
| Medida del cuerpo (am. x al. x prof.)                   | Aprox. 140,7 x 104,8 x 76,8 mm |
| Empuñadura                                              | BG-E14 |
| Batería                                                 | LP-E6 |
| Duración de la batería                                  | 1300 disparos |
| Precio                                                  | 1.379,99€ |

## Contenido[2]
- Cuerpo de la cámara digital EOS 90D
- Ocular EF
- Cubierta de cámara: R-F-3
- Correa ancha EW-EOS 90D
- Batería LP-E6N (con tapa de la batería)
- Cargador de batería LC-E6E
- Cable de alimentación